# Sud-Aviation SA-X-125
Le Sud-Aviation SA-X-125 était un projet d'avion d'entraînement et d'attaque au sol, conçu en 1963 par la société nationalisée Sud-Aviation.